# Eilema taiwana
Eilema taiwana là một loài bướm đêm thuộc phân họ Arctiinae, họ Erebidae.